# Eudistoma inauratum
Eudistoma inauratum är en sjöpungsart som beskrevs av Monniot 200. Eudistoma inauratum ingår i släktet Eudistoma och familjen Polycitoridae. Inga underarter finns listade i Catalogue of Life.